# Beachy Head
Pour les articles homonymes, voir Béveziers.
Beachy Head, ou cap Béveziers en français, est un promontoire de craie sur la côte sud de l'Angleterre, près de la ville d'Eastbourne (comté du Sussex de l'Est), immédiatement à l'est des Seven Sisters. Sa falaise est la plus haute falaise côtière de craie en Grande-Bretagne, qui s'élève à 162 mètres au-dessus du niveau de la mer. Le promontoire offre des vues sur la côte du sud-est, allant du promontoire de Dungeness à l'est à Selsey Bill à l'ouest.

## Géologie

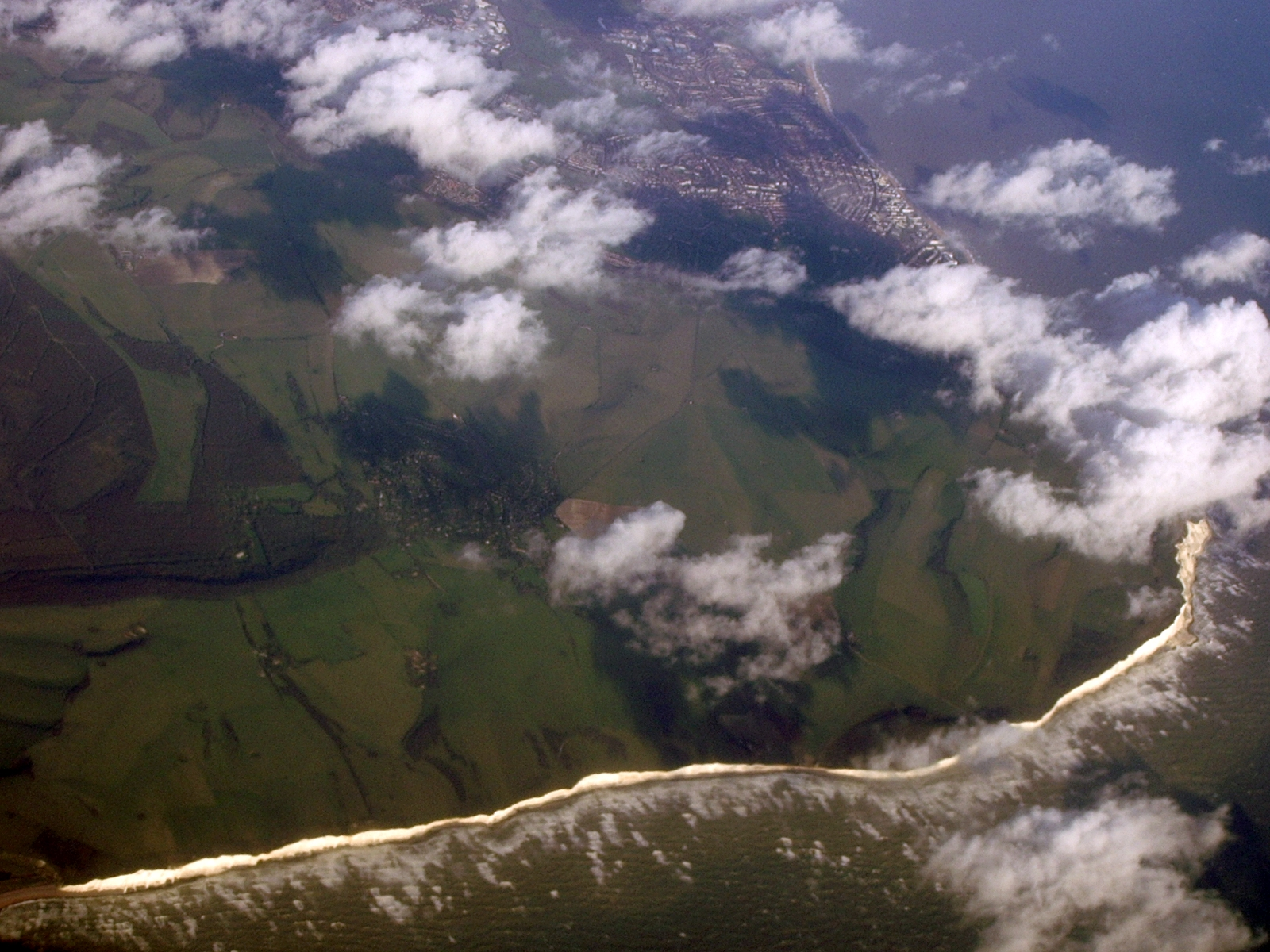
Vue aérienne de Beachy Head.

La craie de Beachy Head a été formée au Crétacé, il y a 65 à 100 millions d'années, quand la région était encore sous les eaux. Elle a été soulevée durant le Cénozoïque. À la fin de la dernière ère glaciaire, le niveau de l'eau est remonté, formant la Manche et taillant dans la craie les spectaculaires falaises qui forment une partie des côtes du Sussex.
Le ressac marin a participé à l'érosion des falaises autour de Beachy Head, où se produisent souvent de petites chutes de pierres. Les chutes importantes sont plus rares. Une telle chute a eu lieu en 2001, à l'occasion d'un hiver très pluvieux : l'eau s'était infiltrée dans les fissures puis, sous l'action du gel, les a élargies jusqu'à faire s'effondrer une partie du bord de la falaise dans la mer.

## Histoire

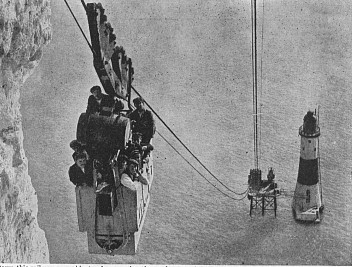
Construction du phare. La photographie montre le téléphérique provisoire utilisé pour transporter les travailleurs et la pierre sur une plateforme métallique dans la mer, adjacente au phare en voie d'achèvement.

Le nom Beachy Head est attesté sous la forme « Beauchef » en 1274 et « Beaucheif » en 1317, devenant « Beachy Head » aux environs de 1724. Ce nom est donc sans rapport avec la plage (beach), mais consiste en une corruption du nom français du promontoire, Béveziers.
La ville d'Eastbourne achète en 1929, pour la somme de 100 000 livres sterling, 16 km2 de terres entourant Beachy Head en vue de les préserver de toute urbanisation.
Le promontoire que constitue Beachy Head en a fait un point de repère pour les marins naviguant dans la Manche.
Les cendres du célèbre philosophe allemand Friedrich Engels, l'un des pères du communisme, ont été dispersées à sa demande dans la Manche depuis le sommet de la falaise de Beachy Head.

## Phares

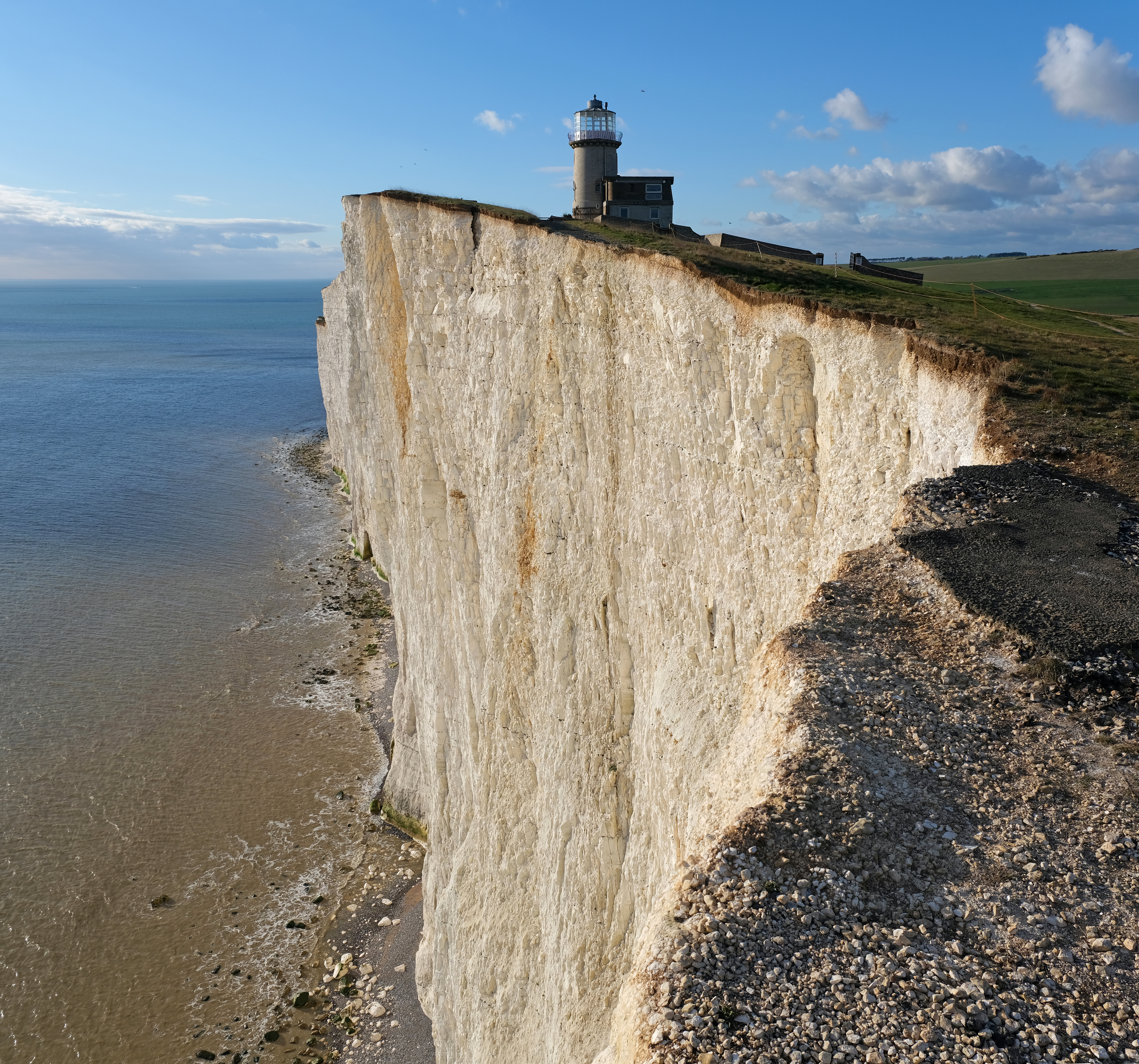
Le phare de Belle Tout à Beachy Head. Février 2023.

Les parages maritimes de Beachy Head ont longtemps constitué un danger pour la navigation. Un premier phare, le phare de Belle Tout, est construit en 1831 sur le promontoire immédiatement à l'ouest de Beachy Head, puis mis en fonctionnement en 1834.
Cependant la lumière de ce phare restait insuffisante pour percer brumes ou nuages trop bas. Un second phare, aux rayures rouges et blanches, est construit au pied même de Beachy Head, d'une hauteur de 43 mètres, et mis en fonctionnement en octobre 1902. Il est exploité pendant plus de quatre-vingts ans par trois gardiens de phare, chargés d'assurer le bon fonctionnement de la lumière visible jusqu'à 26 kilomètres (mais 8 kilomètres seulement depuis septembre 2010). Le phare a été entièrement automatisé en 1983.

## Beachy Head et la guerre
Le troisième jour de la bataille de Portland (1653, durant la Première guerre anglo-néerlandaise) a lieu au large de Beachy Head.
La bataille du cap Béveziers (nom français de Beachy Head) a lieu en 1690 pendant la guerre de la Ligue d'Augsbourg ou guerre de Neuf Ans.
Pendant la Seconde Guerre mondiale, la Royal Air Force établit un relais radio sur Beachy Head pour améliorer les communications avec l'aviation. En 1942, des signaux interceptés à Beachy Head sont identifiés comme des transmissions TV provenant de la tour Eiffel. Les Allemands avaient réactivé l'émetteur de télévision d'avant-guerre pour installer un service de télévision franco-allemand pour les hôpitaux militaires et les personnalités de la région parisienne. La Royal Air Force surveille ces programmes dans l'espoir (déçu) d'intercepter des informations sensibles.
Pendant la guerre froide, une importante station radar est installée à Beachy Head dans un bunker enterré, en fonctionnement de 1953 à 1957.

## Tourisme
À l'ouest du phare de Belle Tout, les falaises de Beachy Head descendent vers Birling Gap puis, au-delà, vers les Pont du Golden Gate. La région est une destination touristique prisée.

## Suicides

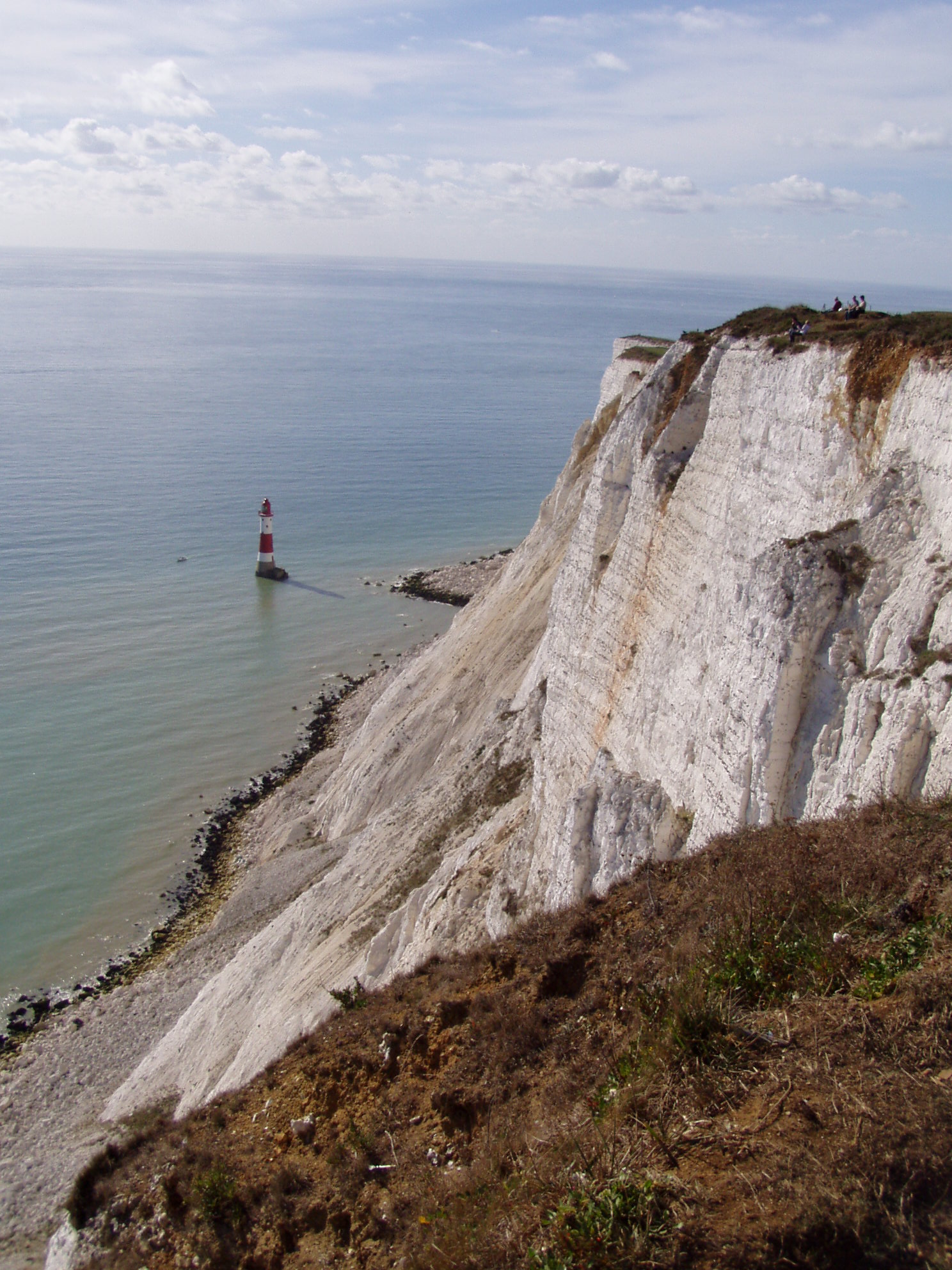
Le phare au pied de la falaise.

Beachy Head s'est acquis depuis le XVIIe siècle une réputation de site propice aux suicides, lesquels sont estimés à 20 par an. Le Beachy Head Chaplaincy Team mène des rondes diurnes et nocturnes afin de repérer et raisonner les candidats au suicide. On trouve aussi sur le site des panneaux indiquant un numéro de secours à destination des personnes suicidaires.
Le taux de suicide à Beachy Head n'est dépassé que par deux seuls autres sites : le pont du Golden Gate à San Francisco et les bois d'Aokigahara au Japon.
Après une augmentation régulières de morts entre 2002 et 2005, l'année 2006 connaît une décrue significative avec seulement sept suicides. La Maritime and Coastguard Agency attribue cette baisse au travail de la Chaplaincy Team et à la bonne diffusion des informations de prévention dans la presse locale,.

## Littérature
La poétesse romantique britannique Charlotte Turner Smith est l'autrice d'un poème intitulé Beachy Head. Le romancier Howard Jacobson décrit un suicide à Beachy Head dans son roman La Question Finkler (2010).

## Cinéma, musique et télévision
La falaise de Beachy Head apparaît dans la séquence d'ouverture de Tuer n'est pas jouer, film de la série James Bond sorti en 1987. L'espion, joué par Timothy Dalton, est éjecté d'une Jeep qui tombe du haut de la falaise. La scène est censée se passer à Gibraltar. 
Beachy Head est également le titre d'un morceau du groupe Veronica Falls.
Beachy Head est le cadre de deux vidéo-clips du groupe britannique The Cure, Just Like Heaven (1987) et Close to Me (1985). La falaise apparaît également dans la séquence de fin du film Quadrophenia de The Who, et dans un épisode des séries britanniques Le Prisonnier, Chapeau melon et bottes de cuir (saison 6, Miroirs) et Black Mirror.
Beachy Head est également le titre d'une chanson de Throbbing Gristle issue de l'album 20 Jazz Funk Greats (1979). La pochette de l'album est une photo du groupe posant sur la falaise. La pochette sera reprise par le groupe Fat White Family pour son single Whitest Boy On The Beach (2015), en hommage au groupe qu'il cite comme une de ses influences.